# حصار قلعة نيامتس
حصار قلعة نيامتس في 1476 كان حدثا هاما في تاريخ مولدافيا.
قلعة نيامتس كانت حصنا يشاع أن تم بناؤه في القرن الثالث عشر علي يد فرسان تيوتون في الدفاع ضد غارات التتار.
في 1476 بعد هزيمة الجيوش المولدافية في معركة الوادي الأبيض، محمد الفاتح سلطان الدولة العثمانية أجبر الفيفود المولدافي شتيفان الكبير
على التراجع إلى قلعة نيامتس. ومع ذلك ، كما تقول الأسطورة ، رفضت والدته السماح له بدخول الحصن ، وبدلاً من ذلك نصحته بالذهاب شمالًا إلى ما يعرف الآن بوكوفينا و جمع جيش جديد.بينما كان ستيفان في بوكوفينا يجمع المزيد من القوات ، وضع محمد الثاني حصارًا علي مدينة نيامتس (Cetatea Neamţului) . وضع مدافعه على تلة قريبة ، وبدأ قصف الحصن، مما تسبب في الكثير من الضرر. كانت الحامية المولدافية في طريقها للاستسلام ، حتي أتي سجين ألماني كان محتجزًا في الدياميس بفكرة استخدام المدافع ضد الموقع العثماني على التل. وضعت فكرته موضع التنفيذ، وبعدها بقليل تم قصف مخيم الأتراك، مما أجبر محمد الفاتح على مغادرة المنطقة. تم تسجيل هذه الوقائع من قبل الرواية المولدافية المتأخرة لإيون نيكولس.

## حصار يوحنا الثالث سوبياسكي
قصة أخرى (والتي ربما تكون أسطورة)، تقول أنه خلال عهد ديميتري كانتيمير في مولدافيا (ربما خلال سنوات حكمه الأولى)، خلال الجزء الأخير من القرن 17 وأوائل القرن 18. القصة كما يلي: في طريق عودتهم بعد أن أغاروا على مولدافيا ، جاء 25 ألف رجل في جيش قوي تابع للملك البولندي جون الثالث سوبيسكي جاء عبر مدينة نيامتس (Cetatea Neamţului)، التي يدافع عنها أقل من 20 رجلا. هاجم البولنديون المعقل، معتقدين أنه يحتوي على مؤن ضرورية. بعد أكثر من أسبوع من الحصار ، استسلمت الحامية المولدافية الصغيرة. تقول الأسطورة أن العاهل البولندي ، الذي تحرك بمعارضة حازمة من هذه القوة الضئيلة ، منح الحياة والممر الحر للموفدين في الحامية وأعطاهم رتب في الجيش البولندي.
على الرغم من أن بعض المؤرخين يطعنون في صحة هذا الحصار الأسطوري، ومع ذلك كان له مكانة مهم جدًا في الوعي الروماني في القرن التاسع عشر،
العثور على النسخة الأكثر شعبية في رواية الأديب الروماني قسطنطين نيغروزي
```
تسمى 
Sobieski şi românii
 (
سوبياسكي و الرومانيين
: العنوان في حد ذاته يدل على موقفه تجاه الأحداث المذكورة)، ولكن أيضا في قصيدة 
Cetatea Neamţului
 (مدينة نيامتس) بواسطة الشاعر الروماني 
جيورجي كوشبوك
.
```